# 黑魯氏魚
黑魯氏魚，為黑頭魚科的其中一種，為深海魚類，分布於印度西太平洋，包括馬達加斯加、鄂霍次克海、大澳洲灣、紐西蘭海域，深度677-1150公尺，體長可達38公分，棲息在中層水域，生活習性不明。

## 扩展阅读
維基物種上的相關：黑魯氏魚